# 蔣暘
蔣暘（1482年—？），字文輝，山東青州府樂安縣（今廣饒縣）人，匠籍，明朝政治人物。

## 生平
正德八年（1513年）癸酉科山東鄉試第五十八名。正德十六年，登第三甲第一百三十四名進士。授沭陽縣知縣，嘉靖五年（1526年）六月升江西道監察御史，七年巡按山西，督鹾河东，再巡按直隸。因杖死真定县知县丛芝，为都御史汪鋐所劾，九年八月革职回籍听勘。之后保定巡抚刘隅勘称丛芝以贪赃罪被笞，自愧而死，请用浮躁例降用。嘉靖十九年（1540年）九月降一级，調外任，谪守吉州，创建石城。陞贵州兵备佥事。致仕，病卒。

## 著作
有《两巡奏议》、《归藏漫稿》。

## 事跡
嘉靖間，蔣暘擔任御史，巡按直隸期間，以小過失下令杖殺真定知縣叢芝，為芝家所告。後來雖然查明緣由，蔣暘僅僅降級處分。。

## 家族
曾祖父蔣端；祖父蔣整；父親蔣海，曾任典史。母孫氏。慈侍下。